# لا پوئرتا د سگورا
لا پوئِرتا دِ سِگُورا (به اسپانیایی: La Puerta de Segura) یکی از دهستان‌های استان خائن در کشور اسپانیا است. این شهر با مساحت ۹۸ کیلومتر مربع، ۲۶۳۸ تن جمعیت دارد.